# 黄陂二里
黄陂二里是位于武汉市江岸区黎黄陂路西段的一条里巷，长65米，十字形，以南口与黎黄陂路相连。这条巷子是1920年代形成，初名“三合里”，据说兴建的资金是由三家同出。1967年改名韶山二里，1972年改为今名。东南方向有黄陂路小学。里内有三层砖木结构住宅，外墙为清水红砖。建筑布局为非对称式，左侧有飘窗、阳台，入口处为圆拱式门楼。